# Arabaux
Arabaux település Franciaországban, Ariège megyében. Lakosainak száma 80 fő (2022. január 1.). Arabaux Foix, L’Herm, Pradières és Saint-Jean-de-Verges községekkel határos.

## Népesség
A település népességének változása:
| Lakosok száma | 47   | 55   | 47   | 63   | 54   | 67   | 76   | 81   | 81   | 80   |
|               | 1968 | 1982 | 1990 | 2006 | 2013 | 2015 | 2017 | 2019 | 2020 | 2022 |